# Tiksiridène
 (avril 2009).
 (15 octobre 2008).
Tiksiridène, en berbère Thiksighidène, est un village de la wilaya de Bouira, en Algérie.

## Géographie

### Localisation
Le village est situé au nord-est de la Wilaya de Bouira (Tubirett) exactement aux frontières de Bouira-béjaia.
Il se situe au sud du village Selloum, à l'ouest du village Takerbost, et est limité par la commune de Chorfa au sud, le village de Tiksiridene et celui de Sellom et de Takerbust forme ce que la population locale appelle "Erebbi n Djerdjer".

### Population
La majorité de son agglomération est installée sur la périphérie de la colline Thiniri où se trouvent les vestiges du village père face au mont Lalla-Khadîdja du massif Djurdjura.

## Signification du toponyme
L’origine du nom Tiksiridène dans la culture berbère revient à un arbre médicinal ne se trouvant guère dans la région s’appelant Issighid, mais d'autres thèses sont avancées. Sa jeune population est prodiguée sur des quartiers tel que : Agwni, Agoullal, L’Mizan, Tara n’Mouhend Ouali, Thiniri, Achearouf, Agoulmim, Laezib, Ighil guegwni. Tiksiridène est doté d'un minimum d'équipements publics : un centre de santé, une école primaire, un CEM ,un réseau routier bien entretenu, l’eau potable, l’assainissement, le téléphone numérique et un petit stade.
Grâce aux fils du village qui ont pris les responsabilités en mains notamment durant la décennie noire en Algérie, on cite entre autres Chikh Amar (Directeur d’école, Ex maire et aaqel),L’Hacen Dahmani (enseignant), feu Boualem Akkouche (Ingénieur Directeur des travaux publics de M’ChedeLlah), feu Akkouche Rachid ex fonctionnaire de la Daira de M'chedallah et bien d'autres hommes.